# Leucoagaricus marriagei
Leucoagaricus marriagei är en svampart som först beskrevs av D.A. Reid, och fick sitt nu gällande namn av Marcel Bon 1976. Leucoagaricus marriagei ingår i släktet Leucoagaricus och familjen Agaricaceae.   Inga underarter finns listade i Catalogue of Life.